# Kerbogha
Kerbogha (en arabe : كربغا, en turc : Kürboğa, francisé en Corbaran par un chroniqueur), mort en 1102 était un atabey de Mossoul de 1096 à 1102. C'était un chef de guerre qui jouissait d'une grande renommée mais qui subit une cuisante défaite à Antioche lors de la première croisade.

## Biographie
C’est un officier du sultan seldjoukide Malik Shah Ier qui meurt en 1092 et à qui succède son fils Mahmud Ier qui meurt lui-même en 1094. Kergogha soutient alors un autre fils, Barkiyârûk, contre les frères de ce dernier et contre leur oncle Tutuş, sultan de Syrie, qui cherche à s’emparer des possessions de son frère. Tutuş doit renoncer à ses ambitions grâce à la défection des gouverneurs d’Alep et d’Édesse, mais se retourne contre ces derniers et Barkiyârûk envoie Kerbogha à l’aide de l’émir d’Alep. La ville est cependant prise et les deux émirs sont capturés, puis Tutuch tente une nouvelle invasion de la Mésopotamie et de la Perse, mais est trahi, battu et tué près de Reys (en) le 26 février 1095. Barkiyârûk ne tente pas de conquérir la Syrie, qu’il laisse aux fils du vaincu, Ridwan d'Alep et Duqâq de Damas mais obtient la libération de Kerbogha. Libéré, Kerbogha attaque Mossoul, tenue par ’Alî ibn Muslim, le dernier émir oqailide, et prend la ville en novembre 1096 à l’issue d’un siège de neuf mois.
L’année suivante, le 21 octobre 1097 les croisés arrivent devant Antioche devant laquelle ils mettent le siège. L’émir d’Antioche, Yâghî Siyân, demande l’aide de Ridwan d’Alep, qui est vaincu le 9 février 1098.
Yâghî Siyân demande alors l’aide du sultan Barkiyârûk, qui demande à Kerbogha d’organiser une expédition de secours. Fin mars ou début avril, il rassemble à Mossoul une armée de trente mille hommes,,. Mais Kerbogha ne se rend pas directement à Antioche, distante de deux semaines de marche, car il veut prendre Édesse dont un croisé, Baudouin de Boulogne, vient de se rendre maître. Il craint que ce dernier ne l’attaque ensuite sur ses arrières et, malgré le conseil de ses officiers qui estiment que Baudouin ne dispose pas de troupes suffisantes, Kerbogha assiège la ville du 4 mai au 25 mai 1098,.
Il abandonne le siège au bout de trois semaines, délai qui a permis aux croisés de s’emparer de la ville d’Antioche, le 3 juin 1098. Kerbogha, rejoint par les renforts de Duqâq de Damas, Soqman ibn Ortoq et Janah al Dawla, émir d’Alep, n’atteint Antioche que le 5 juin ; seule résiste encore la citadelle, commandée par Shams al-Dawla, qui est contraint de la remettre à Kerbogha. Ce dernier tente de prendre la ville à partir de la citadelle, mais sans succès, et doit se résoudre à assiéger la ville.
Au sein des assiégeants, les dissensions commencent à diviser l’armée. L’exigence de Kerbogha de se faire remettre la citadelle soulève les inquiétudes des émirs syriens qui craignent que l’atabeg n’en profite pour s’implanter en Syrie et ne la domine. Ridwan, qui n’a pas rejoint la grande armée seldjoukide, au contraire de son frère et ennemi Duqâq, et craint que ce dernier ne complote avec Kerbogha attise les rivalités au sein de l’armée.
Chez les croisés, la situation est critique et le moral est bas : durant les deux jours qui séparent la prise de la ville de l’arrivée de l’atabeg de Mossoul, les croisés n’ont pas pu reconstituer les réserves de vivres de la ville. Les désertions se multiplient, dont celle du comte Étienne II de Blois qui convainc l’empereur Alexis Ier Comnène que tout est perdu et le dissuade de continuer vers Antioche. Mais un prêtre, Pierre Barthélémy, prétend, grâce à une vision et la révélation de saint André, avoir découvert la Sainte Lance. Cette découverte redonne du courage à l'armée chrétienne. Fort de leur assurance retrouvée, Pierre l’Ermite et un certain Herluin qui parle le turc sont envoyés comme émissaires par les princes chrétiens afin de rencontrer Kerbogha pour proposer une entente entre les parties. Kerbogha, qui pensait avoir le dessus, refuse la proposition,.
Les deux camps se préparent à la bataille qui a lieu le 28 juin, et Kerbogha, malgré les avis des émirs, attend la sortie de toute l’armée croisée, au lieu de les attaquer au fur et à mesure de leur sortie. Il craint en effet que les survivants ne se replient dans la ville et sent que son armée se désagrège, ce qui ne lui permettrait pas la poursuite du siège. Alors que les émirs commencent à déserter le champ de bataille, les chrétiens chargent l’armée musulmane et la mettent en déroute,,.
Après la défaite, il doit battre en retraite et rentrer déconsidéré et brisé à Mossoul, où il meurt en 1102, laissant la ville à des luttes de pouvoir entre ses lieutenants, jusqu’à la conquête de la ville par Jekermish.